# Jan Kubr
Jan Kubr (6. srpna 1934, Krásný Dvůr – 11. února 2017), zvaný Clifton, byl český cyklista.
Narodil se v Krásném Dvoře, po Mnichově se jeho rodina přestěhovala do Milevska. Jeho prvním trenérem byl legendární „baron na kole“ Christian Battaglia. Závodil za Spartak České Budějovice, byl výborný vrchař, jeho slabinou byly hromadné dojezdy. Nedisciplinovanost a zdravotní problémy mu neumožnily plně rozvinout jeho talent. Byl členem družstva, které vyhrálo Závod míru v letech 1954 a 1955. V roce 1957 vzdal pro nemoc ve třetí etapě Závodu míru spolu s Janem Veselým. Oba byli obviněni z politické provokace a vyřazeni z reprezentace. Kubr se pak živil jako závozník na stavbě Orlické přehrady. V té době se ho zastal spisovatel Ota Pavel; po dvou letech byl Kubr omilostněn a vrátil se k závodění, ale lékaři mu při jedné prohlídce našli kavernu na plicích a zakázali mu jakýkoli sport. Stal se pak trenérem Rudé hvězdy Plzeň, jeho odchovanci byli Antonín Bartoníček, Jiří Háva a další.

## Výsledky
- Závod míru: 8. místo 1954, 21. místo 1955
- Praha – Karlovy Vary – Praha: vítěz 1953 a 1959
- Na hranice bratrského Polska: vítěz 1953
- Kolem Slovenska: 3. místo 1954 a 1956